# بحث أولي
البحث الأولي يتألف من مجموعة من البيانات الأولية الأصلية. ويجري هذا النوع من الأبحاث عادة بعد أن يكون الباحث قد جمع بعض المعلومات حول القضية من خلال استعراضه بحثًا ثانويًا أو تحليله بيانات أولية تم جمعها سابقًا.ومن الممكن إجراء هذا البحث بعدة طرق متنوعة، بما في ذلك الاستبيانات والمقابلات الهاتفية في بحث السوق أو التجارب والرصد المباشر في العلوم الفيزيائية، وغيرها من الطرق.
كما يشيع استخدام مصطلح البحث الأولي في البحث الأكاديمي وبحث السوق والذكاءالتنافسي.
ويتميز البحث الأولي بوجود مزايا وعيوب.
المزايا:
- يتمكن الباحث من التركيز على المسائل النوعية والكمية على حد سواء.
- يتناول قضايا بحثية معينة، حيث يتحكم الباحث في تصميم البحث لملاءمة احتياجاته الخاصة
- التحكم التام؛ إذ لا تقتصر ميزات البحث الأولي على تمكين خبير التسويق من التركيز على موضوعات معينة، ولكنه يتيح للباحث كذلك أن يحكم سيطرته على الكيفية التي يتم بها جمع البيانات. ومع أخذ هذا الأمر في الاعتبار، يستطيع الباحث اختيار المقتضيات مثل حجم المشروع والجدول الزمني والهدف.

العيوب:
- بالمقارنة بالبحث الثانوي، قد يكون الحصول على البيانات الأولية مكلفًا للغاية في إعداد وإجراء البحث. فمن الممكن تكبد الكثير من التكاليف أثناء إعداد أوراق الاستبيان أو المعدات اللازمة لإجراء تجربة من أي نوع.
- حتى يمكن إجراؤها إجراءً صحيحًا، يتطلب جمع البيانات الأولي وضع خطة البحث وتنفيذها. فيستغرق إجراء البحث الأولي وقتًا أكثر مما يتطلبه للحصول على بيانات ثانوية.
- قد لا تكون بعض مشروعات البحث، التي ربما تقدم معلومات مفيدة، في متناول يد الباحث.
- يتعرض البحث لخطر أن يكون قد فات أوانه عندما يكتمل.
- لابد من توقع معدل استجابة منخفض.

من الأمثلة على البحث الأولي في استطلاعات الرأي: ترغب الحكومة في معرفة ما إذا كان الناس يشعرون بالرضا عن أداء الحكومة أم لا، لذلك فإنها تقدم استبيان إلى الجمهور تسألهم عما إذا كانوا يشعرون بالسعادة، وإذا لم يكونوا كذلك، تطلب منهم معرفة اقتراحاتهم لتطوير أدائها.
وكمثال على البحث الأولي في العلوم الفيزيائية: هل يمكن رفع درجة حرارة الانتقال الخاصة بالموصلات الفائقة ذات درجة الحرارة المرتفعة بتغيير تركيب المواد فائقة التوصيل؟ وسيقوم العالم بتعديل تركيب المواد التي تتميز بأنها ذات درجة حرارة مرتفعة بطرق مختلفة، ويقيس درجة حرارة تحولها إلى مواد جديدة كسمة وظيفية يتمتع بها تركيبها.
وفي النهاية، تعتمد جميع الأبحاث، سواء أكانت أولية أو ثانوية، على جمع بيانات البحث الأولي.